# الوا (واشینگتن)
الوا (به انگلیسی: Elwha) یک منطقهٔ مسکونی در ایالات متحده آمریکا است که در شهرستان کلالام، واشینگتن واقع شده‌است.